# Гранис (Арканзас)
Гранис (енгл. Grannis) град је у америчкој савезној држави Арканзас.

## Демографија
По попису из 2010. године број становника је 554, што је 21 (-3,7%) становника мање него 2000. године.
| Група             | 2000.       | 2010.       |
| Белци             | 443 (77,0%) | 372 (67,1%) |
| Афроамериканци    | 3 (0,5%)    | 9 (1,6%)    |
| Азијати           | 0 (0,0%)    | 0 (0,0%)    |
| Хиспаноамериканци | 95 (16,5%)  | 142 (25,6%) |
| Укупно            | 575         | 554         |